# 韩轩 (1995年)
韩轩（1995年1月13日—），男，湖北秭归人，中国足球运动员，司职后卫。目前效力于中甲球队武汉卓尔。

## 生平
韩轩出生于秭归县茅坪镇，10岁进入宜昌市少儿足球班，12岁被武汉市足球学校录取。2011年，全国城运会上，16岁的韩轩以队长身份，带领球队夺冠。2013年全运会乙组比赛代表湖北队出场并获得第三名。

### 俱乐部生涯
2014年开始代表武汉卓尔一线队征战中甲联赛。2015年8月1日中甲联赛客场对阵湖南湘涛时首次为武汉卓尔进球。2016年7月武汉卓尔俱乐部官方宣布与韩轩签订了新的工作合同。